# Nakuk Pech
Nakuk Pech (1490 - 1562) escritor e historiador maya nacido en Yucatán (hoy México). Batab de Chac Xulub Chen (hoy Chicxulub). Descendiente de una noble familia de Conkal que dio su nombre a los cacicazgos de Kin Pech y de Ceh Pech.

## Biografía
Era descendiente de los señores de Chicxulub y de Conkal denominados los Pech, que fueron llevados por los Cocom para destruir Uxmal. Cuando llegaron los españoles en 1519 (y tenía aproximadamente 30 años) ya era señor de Chac Xulub Chen.

## Obra
En 1562, poco antes de su muerte, escribió la relación: Ubelil u kablail Chac Xulub Chen (La Historia y la Crónica de Chac Xulub) la cual va de 1511 a 1562 aproximadamente y "representa el testimonio más patente del peso de la conquista que recayó sobre los naturales".
Su Crónica perteneció a don Juan Pío Pérez, quien la tenía entre varios Documentos de Chicxulub, 1542. De ésta, el abate Brasseur de Bourbourg tomó fragmentos cuando editó el Manuscrito Troano. También Daniel G. Brinton tomó partes para The Maya Chronicles de 1882. Posteriormente, en 1936, Héctor Pérez Martínez hizo un estudio con múltiples apuntes. Y en 1939 Agustín Yáñez la publicó en sus Crónicas de la Conquista (pp 191-215). En esta edición Yáñez comenta: 

Sorprende el ritmo acentuadamente oriental que, isócrono a un ritmo interno, profundísimo, emplea Nakuk Pech, cuyo estilo es profuso de imágenes, perífrasis y antítesis, de una belleza religiosa y solemne.